# エンバンクメント・ハウス

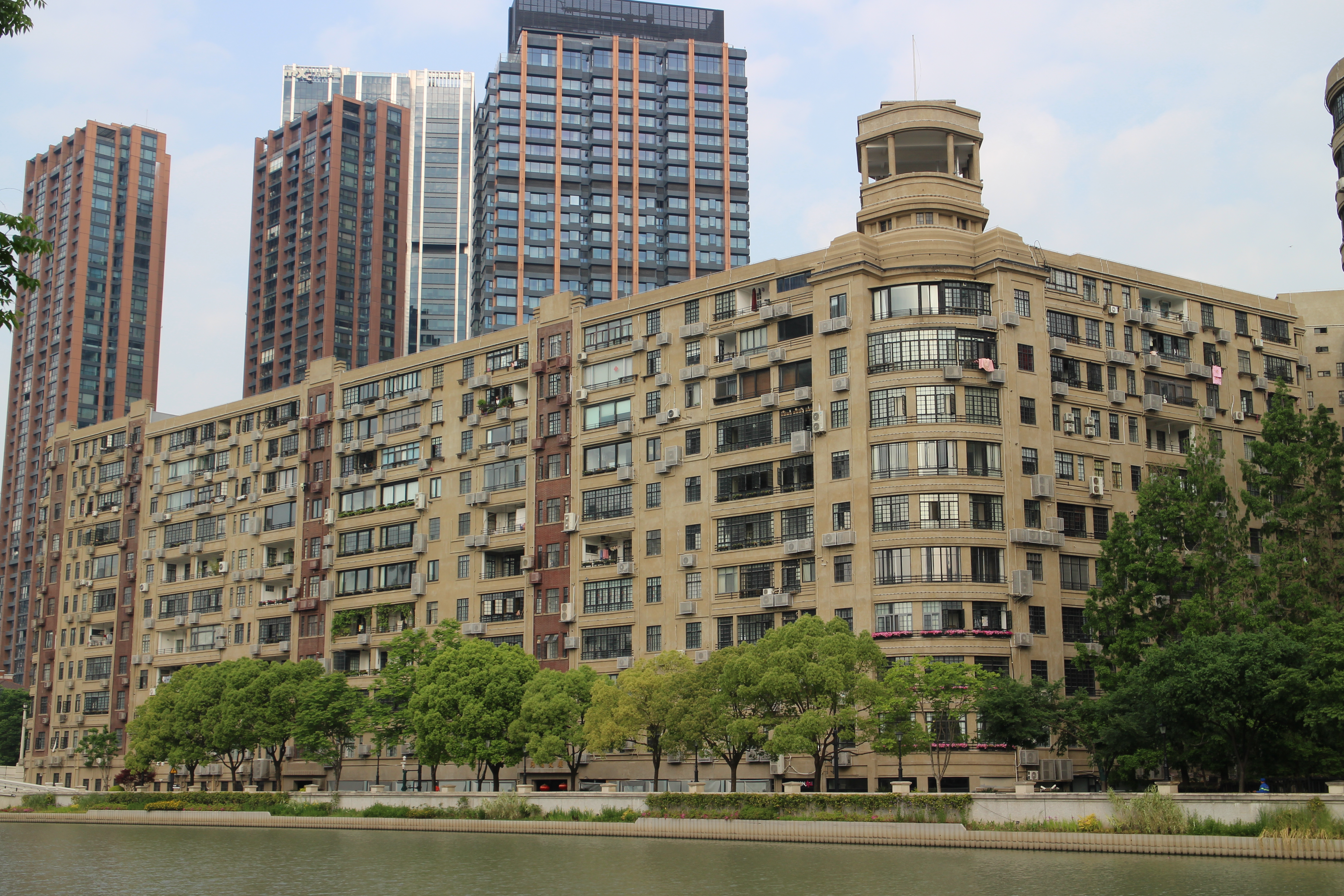
エンバンクメント・ハウス

エンバンクメント・ハウス（英語: Embankment House）、中国語名は河濱大楼、は上海市虹口区北蘇州路400号にある集合住宅である。エンバンクメント・ハウスは1931年に工事を開始し、1935年に竣工した。名称は蘇州河の川辺にあることから由来する。この建築はサッスーン商会の物件であった。完成当時は8階建てで282戸、9基のエレベーターを備え、屋上にプールもあり、上海最大規模のマンションだった。1978年に3階分を増築し、現在もマンションとして利用されている。
ここに日本人が経営する「東和洋行」が立地していた。エンバンクメント・ハウスは竣工当初、欧米系の住民が多かったが、太平洋戦争以降、日本人が主な入居者になった。戦後、多くのアメリカ映画会社がこのビルに入居した。